# Довгопола Олена Павлівна
Олена Павлівна Скидан, у шлюбі Довгопола (6 вересня 1927, Харків — 1 січня 2001, Київ) — українська бібліографознавиця, науковиця та педагогиня. Кандидат сільськогосподарських наук (1956), професор у галузі бібліографознавства (1990).

## Біографія
Олена Скидан народилася 6 вересня 1927 року у Харкові в сім'ї службовців. У 1935—1941 роках навчалася в середній школі № 1. З початком німецько-радянської війни разом з матір'ю евакуювалася до Новосибірська. Батько пішов на фронт. 1946 року повернулися до Харкова, а у 1947 Олена закінчила середню школу та вступила на агрономічний факультет Харківського сільськогосподарського інституту ім. В. В. Докучаєва. У 1951 році О. Довгопола достроково з відзнакою закінчила інститут і вступила до аспірантури з відривом від виробництва Інституту генетики і селекції АН УРСР. Під науковим керівництвом академіка В. Я. Юр'єва готувала дослідження по темі дисертації «Формування господарсько-біологічних властивостей гібридів озимої пшениці від прямих і зворотніх схрещувань при різних строках посіву».
Після закінчення аспірантури у 1954 році працювала на посадах старшої викладачки (1957), доцентки (1960) у Харківському державному бібліотечному інституті на кафедрі бібліографії. Викладала курси: «Основи сільськогосподарського виробництва» та «Бібліографія сільськогосподарської літератури». У 1956 році здобула науковий ступінь кандидата сільськогосподарських наук за спеціальністю «Селекція і насінництво». У 1964—1965 роках входила до складу науково-методичної Ради ХДНБ ім. В. Г. Короленка.
1965 року у зв'язку з призначенням чоловіка Григорія Гнатовича на роботу до Києва Олена Павлівна переводом перейшла працювати на посаду доцента кафедри бібліотекознавства Київської філії ХДБІ. Після реорганізації її у Київський державний інститут культури — доцент кафедри бібліографії (1968—1985), декан заочного відділення бібліотечного факультету (1970—1972), декан факультету громадських професій (1972—1982), доцент кафедри галузевого бібліографознавства (1985—1990), професор кафедри з 1990 року. Три її аспіранти захистили кандидатські дисертації, серед них: професор В. Д. Ясьмо, кандидат педагогічних наук В. С. Пашкова, доктор історичних наук, професор М. С. Слободяник.
Олена Довгопола входила до складу бібліотечної комісії Міністерства культури СРСР (1976—1991), Всесоюзної учбово-методичної ради Міністерства культури СРСР (1987—1991), Комісії по підготовці бібліотечних кадрів Міністерства культури УРСР (1978—1996), була членом Президії і керівницею Комісії по навчально-методичній документації навчально-методичної ради при Міністерстві культури УРСР, членом методичної ради Республіканського товариства книголюбів (1987—1996).
Нагороджена Почесною грамотою Міністерства культури УРСР за багаторічну сумлінну працю в галузі культури (1967), Почесними грамотами Міністерства вищої і середньої спеціальної освіти СРСР (1975), Міністерства культури УРСР (1977) та медалями «В память 1500-летия Киева» (1982), «Ветеран праці» (1987). У 1996 році вийшла на пенсію.
Пішла з життя 1 січня 2001 року. Похована у Києві на Байковому кладовищі.

## Основні праці
- Бібліографія радянських сільськогосподарських журналів: учб.-метод. посіб. / О. П. Довгопола. — Харків: ХДБІ, 1960. — 51 с.
- Бібліографія дореволюційних сільськогосподарських журналів / О. П. Довгопола. — Харків: ХДБІ, 1961. — 34 с.
- Довгопола О. П. Бібліографія сільськогосподарської літератури : посіб. для студ. бібл. ф-тів ін-тів культури / О. П. Довгопола. — Харків : Кн. палата УРСР, 1972. — 160 с.
- Українська радянська бібліографія : навч. посіб. для студ. ін-тів культури. / О. П. Довгопола, І. О. Вовченко, Н. Ф. Королевич та ін. — Київ: Вища шк.,1980. — 263 с.
- Бібліографія : заг. курс : навч. посіб. / О. П. Довгопола, В. Я. Буран, В. В. Пупченко. — Київ: Вища шк., 1984. — 215 с.
- Концепція розвитку бібліотечної справи в Українській РСР: проект до обговорення / О. П. Довгопола, М. І. Сенченко, А. П. Корнієнко, М. С. Слободяник. — Київ, 1990.
- Про стандартизацію бібліографічної термінології в Україні // Наукова бібліотека в сучасному соціокультурному контексті: тези доп. Міжнар. наук. конф., Київ, 12–15 жовт. 1993 р. — Київ, 1993. — Ч. 2. — С. 157—159.
- Вища бібліотечна освіта в Україні: сторінки історії та деякі перспективи розвитку // зб. наук. пр. [КДІК]. — Київ, 1994. — Ч. 2. — С. 36–46.
- Довгопола О. П. Про деякі пріоритетні напрями обслуговування читачів ЦНСГБ УААН / Довгопола О. П. // Бібліотека у демократичному суспільстві / Ф-т бібл.-інформ. систем Київ. держ. ін-ту культури, Укр. бібл. асоц. ; [редкол.: В. С. Бабич та ін.]: зб. матеріалів Міжнар. наук. конф., 21-23 листоп. 1995 р., м. Київ. — Київ : [Нац. парлам. б-ка України], 1995. — С. 150—155.